# Skala lidyjska kościelna
Skala lidyjska kościelna - siedmiostopniowa skala muzyczna wypracowana w średniowieczu, używana w celach sakralnych. Budowana jest w kierunku wznoszącym. Materiał dźwiękowy skali oparty jest na pochodzie diatonicznym począwszy od dźwięku f, czyli: f - g - a - h - c1 - d1 - e1. Charakterystycznym interwałem jest tzw. kwarta lidyjska na I stopniu, jest to kwarta zwiększona (zwana trytonem):  f - h.    
Skala współcześnie jest używana w muzyce jazzowej.